# 日吉神社 (出雲市)

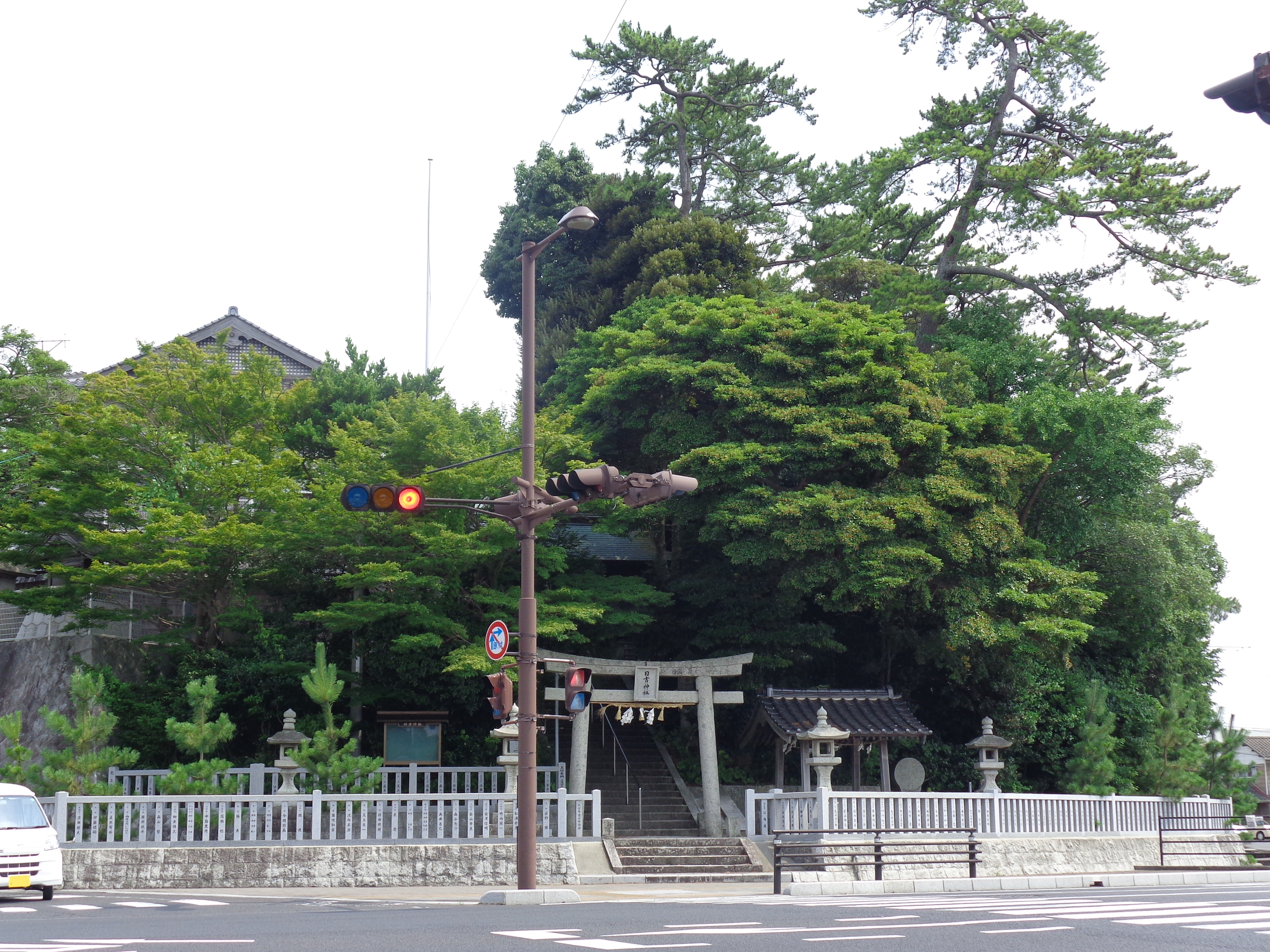
日吉神社　鳥居

日吉神社（ひよしじんじゃ）は、島根県出雲市今市町にある神社。「山王さん」の愛称で親しまれる。

## 祭神
- 大己貴命[1]
- 大山咋神[1]

## 歴史
中世の頃、現在地（今市町1765番地）より北東へ約500メートルの辺りに「光雲山仏性寺」という天台宗と真言宗とを兼ねた大寺院があり、それにより山王権現がこの地に勧請されたと推察される。
山王一実神道（日吉神道）が近江の国で生まれ、山王権現が天台統の寺院や寺領地に広まりに祀られるようになったと思われる。今市の土地は、鎌倉時代から近江の出身の佐々木氏が守護であり、後に塩冶氏を称して領主になったという歴史があるともされており、近江の日吉神社の分霊勧請と関係があるのではないかと考えられる。
建設されたとされている時代、今市という町が毎月７日に定期市を設け、商業町として体裁が整っており、山王社の神威が高まっていたとも言われており町の発展と日吉神社との関係は無縁ではないという考えがとれる。
宝徳元年（1449年）に仏性寺が全焼するという大火がおこり、同年に再建された本町恵比寿社の棟札に「宝徳元年山王社主金本土佐」と書かれていることから、山王社は15世紀の中頃には、すでに鎮座していた事がわかる。
その後、永禄12年（1569年）山中幸盛が尼子勝久を擁して再挙を図った時の毛利軍との戦いにより、今市の町は兵火に遭い、山王社も焼失したと思われるが記録は残されていない。
今市の町の発展とともに、人家も増え密集してくると、境内が汚れ社殿も火災のおそれが出てきたため、安永3年（1774年）町内の伊藤善五郎（運送業）により所有地が寄進され、氏子一同が相談してその地に社殿を造営して奉遷した。これが現在の社地である。
明治4年に日吉神社と改称、村社に列せられた。社殿は1909年（明治42年）に焼け、1913年（大正2年）に新築されたのが現在社で、一町一社の氏神様として町民の信仰が厚く、現在でも「山王さん」と呼ばれ、親しまれている。

## 境内社
- 稲荷神社 - 宇迦之御魂神
- 松尾社 - 大山咋神
- 恵比寿社 - 事代主神
- 夫婦狸明神社
- 毘沙門天王社 - 毘沙門天
- 社日社 - 社日神
- 金屋子神社 - 金山彦神
- 紺姫神社 - 紺屋姫命
- 荒神社 - 素戔男尊、軻遇突智神、奥津彦命、奥津姫命

## 交通機関
鉄道
- 西日本旅客鉄道（JR西日本）山陰本線・出雲市駅より南東に徒歩8分、出雲高校西